# Jukka Nevalainen
Jukka Antero Nevalainen, född 21 april 1978 i Finland, är en trummis som tidigare spelade trummor i bandet Nightwish. Han har spelat trummor sedan han gick i femman, men då kunde han bara träna en halvtimme per dag, eftersom han inte hade någonstans att träna. Han har spelat i flera band i olika genrer.
Den 6 augusti 2014 meddelar Jukka Nevalainen att han tar en paus från bandet på grund av sömnlöshet och konsekvenserna av det. Kai Hahto ersätter Jukka tills vidare. Den 15 juli 2019 meddelade Jukka att han lämnar bandet officiellt och därmed blev Kai fullmedlem i bandet. 
Han bor tillsammans med sin familj i Joensuu i Finland.